# Megabunus
Megabunus is een geslacht van hooiwagens uit de familie Phalangiidae (Echte hooiwagens).
De wetenschappelijke naam Megabunus is voor het eerst geldig gepubliceerd door Meade in 1855. 

## Soorten
Megabunus omvat de volgende 6 soorten:
- Megabunus armatus
- Megabunus bergomas
- Megabunus diadema
- Megabunus lesserti
- Megabunus rhinoceros
- Megabunus vignai